# Saint Seiya: Ougon Densetsu
Saint Seiya: Ougon Densetsu (セイント セイヤ 聖闘士星矢 黄金伝説?), noto anche come Saint Seiya Gold Legend, è un videogioco di genere picchiaduro a scorrimento e di ruolo ambientato nel mondo dei Cavalieri dello zodiaco: il giocatore gioca con Pegasus e gli altri Cavalieri di bronzo portandoli a conquistare l'armatura ed altri combattimenti fino a sconfiggere i Cavalieri d'oro e il Grande Sacerdote Arles.
Esistono solo la versione originale giapponese e quella francese (tradotta Les Chevaliers du Zodiaque: la Légende d'or), che si differenziano per il fatto che in quella originale è attiva anche la possibilità del "versus mode" (giocare cioè un giocatore contro un altro).